# Delicious Gakuin
Delicious Gakuin è un dorama primaverile in 13 puntate di TV Tokyo andato in onda nel 2007.
Conosciuto anche come Delicious Academy, la storia vede cinque ragazzi costretti ad iscriversi ad una scuola di cucina; si troveranno alle prese con sconosciute ricette che tenteranno di imparare, oltre ad essere coinvolti in questioni personali riguardanti amore ed amicizia reciproca. 

## Protagonisti
- Takahiro Nishijima - Kitasaka Rouma
- Hiroki Aiba - Takasugi Rin
- Ryōsuke Miura - Matthew Perrier
- Takashi Nagayama - Okita Tsukasa
- Jin Shirosaki - Tokudaira Yoshinobu
- Shinjiro Atae - Katsuragi Shuugo
- Hironari Amano - Kodou Ken
- Yuichi Nakamura (attore) - Nangou Ryuuji
- Ryunosuke Kawai - Hijikata Toshiki
- Tomokazu Yoshida  (epi 10)